# Lagynochthonius hamatus
Espèce
Lagynochthonius hamatus est une espèce de pseudoscorpions de la famille des Chthoniidae.

## Distribution
Cette espèce est endémique de Sumatra en Indonésie. Elle se rencontre vers Liwa dans la province de Lampung.

## Description
La femelle holotype mesure 0,87 mm.

## Publication originale
- Harvey, 1988 : Pseudoscorpions from the Krakatau Islands and adjacent regions, Indonesia (Chelicerta: Pseudoscorpionida). Memoirs of the National Museum of Victoria, vol. 49, no 2, p. 309-353 (texte intégral).